# Томпак (село)
Томпак (каз. Томпақ, до 1993 г. — Краснояры) — село в Акжаикском районе Западно-Казахстанской области Казахстана. Входит в состав Тайпакского сельского округа. Код КАТО — 273273200.
Село расположено на правом берегу реки Урал.

## Население
В 1999 году население села составляло 399 человек (203 мужчины и 196 женщин). По данным переписи 2009 года, в селе проживало 299 человек (154 мужчины и 145 женщин).

## История
Станица Красноярская входила во 2-й Лбищенский военный отдел Уральского казачьего войска.
В 1845-1846 гг. начальником Красноярского форпоста служил Иоаса́ф Игна́тьевич Железно́в (12 ноября 1824 — 10 июня 1863) — русский писатель, исследователь быта уральских казаков, собиратель фольклора, историк, этнограф. 
В его книге  «Уральцы. Очерки быта уральских казаков» несколько страниц посвящено описанию станичной жизни Красноярской того времени.
В начале XX века в станице была церковь и две школы.